# Trilogy (álbum de The Weeknd)
Trilogy es un álbum recopilatorio del cantante canadiense The Weeknd, lanzado el 13 de noviembre de 2012, por XO y Republic Records. Está compuesto por re-mezclas y versiones remasterizadas de sus mixtapes: «House of Balloons», «Thursday», y «Echoes of Silence», junto con tres canciones inéditas.
Trilogy recibió revisiones positivas por parte de la crítica especializada, quienes reforzaron su aclamación a sus anteriores mixtapes, aunque algunos lo consideraron indulgente. Fue promovido con tres sencillos y la gira musical de The Weeknd durante septiembre y noviembre de 2012. El álbum alcanzó el número cinco y cuatro en Canadá y Estados Unidos, respectivamente.

## Recepción

### Crítica
Trilogy recibió revisiones positivas por parte de la crítica especializada. En Metacritc, que asigna una puntuación normalizada a 100, le asignó al álbum una calificación media de 79, basada en 19 revisiones. John Calvert de Fact lo llamó "un álbum R&B sin igual, refiriéndose a su ambiciosa narrativa". Oliver Keens de Time Out escribió que The Weeknd "comunica" su personaje "de manera tan atractiva en Trilogy" y lo encontró "fascinante cuando yuxtapone el libertinaje con una entrega que lo entumece y lo lleva al borde de las lágrimas". En una revisión mixta, Andy Kellman de AllMusic, sintió que, a pesar de los momentos en los que es "muy distinto", The Weeknd carece de "moderación, ya que es propenso a lloriqueos repetitivos". Paul MacInnes, de The Guardian, escribió que sus tres discos "ofrecen una ruda trayectoria: de fiesta, after-party y resaca, a través de la cual una voz asertiva da paso a una que suena más preocupada". Killian Fox de The Observer consideró que la "producción de los mixtapes sonaba bien al inicio" y que el "nuevo material es excepcional", pero en última instancia declaró, "si no compraste los mixtapes cuando eran gratis, ahora es esencial que lo hagas".

### Comercial
Trilogy alcanzó el número cinco en las listas musicales de Canadá. En los Estados Unidos, debutó en el número cuatro de la lista Billboard 200, con aproximadamente  86000 copias vendidas en su primera semana. El 22 de mayo de 2013, el álbum fue certificado doble platino por Music Canada. Hasta agosto de 2015, el disco ha vendido 558 000 copias en los Estados Unidos. El 22 de marzo de 2016, Trilogy fue certificado doble platino por la Recording Industry Association of America (RIAA).

## Lista de sencillos
| Disco uno: House of Balloons |                                         |                                                                           |                        |          |  |
| N.º                          | Título                                  | Escritor(es)                                                              | Productor(s)           | Duración |  |
| 1.                           | «High for This»                         | Abel Tesfaye Adrien Gough Henry Walter                                    | Dream Machine          | 4:07     |  |
| 2.                           | «What You Need»                         | Tesfaye Jeremy Rose                                                       | Rose The Weeknd        | 3:16     |  |
| 3.                           | «House of Balloons / Glass Table Girls» | Tesfaye Doc McKinney Carlo Montagnese Siouxsie Sioux Steven Severin       | McKinney Illangelo     | 6:47     |  |
| 4.                           | «The Morning»                           | Tesfaye McKinney Montagnese                                               | McKinney Illangelo     | 5:15     |  |
| 5.                           | «Wicked Games»                          | Tesfaye McKinney Montagnese Rainer Millar Blancheur                       | McKinney Illangelo     | 5:24     |  |
| 6.                           | «The Party & the After Party»           | Tesfaye Rose Blanchaer Victoria Legrand Alex Scally                       | Rose The Weeknd Rainer | 7:39     |  |
| 7.                           | «Coming Down»                           | Tesfaye McKinney Montagnese                                               | McKinney               | 4:55     |  |
| 8.                           | «Loft Music»                            | Tesfaye Rose Legrand Scally                                               | Rose The Weeknd        | 6:04     |  |
| 9.                           | «The Knowing»                           | Tesfaye McKinney Montagnese Elizabeth Fraser Robin Guthrie Simon Raymonde | McKinney Illangelo     | 5:41     |  |
| 10.                          | «Twenty Eight» (bonus track)            | Tesfaye McKinney Montagnese                                               | McKinney Illangelo     | 4:18     |  |

| Disco dos: Thursday |                              |                                                                                           |                    |          |  |
| N.º                 | Título                       | Escritor(es)                                                                              | Producer(s)        | Duración |  |
| 2.                  | «Life of the Party»          | Tesfaye                                                                                   | McKinney           | 4:57     |  |
| 3.                  | «Thursday»                   | Tesfaye McKinney Montagnese                                                               | McKinney Illangelo | 5:19     |  |
| 4.                  | «The Zone» (featuring Drake) | Tesfaye McKinney Montagnese Aubrey Graham                                                 | McKinney Illangelo | 6:58     |  |
| 5.                  | «The Birds, Pt. 1»           | Tesfaye McKinney Montagnese                                                               | McKinney Illangelo | 3:34     |  |
| 6.                  | «The Birds, Pt. 2»           | Tesfaye McKinney Montagnese Martina Topley-Bird Alex McGowan Nicholas Bird Steve Crittall | McKinney Illangelo | 5:50     |  |
| 7.                  | «Gone»                       | Tesfaye McKinney Montagnese                                                               | McKinney Illangelo | 8:07     |  |
| 8.                  | «Rolling Stone»              | Tesfaye McKinney Montagnese                                                               | McKinney Illangelo | 3:50     |  |
| 9.                  | «Heaven or Las Vegas»        | Tesfaye McKinney Montagnese                                                               | McKinney Illangelo | 5:53     |  |
| 10.                 | «Valerie» (bonus track)      | Tesfaye McKinney Montagnese                                                               | McKinney Illangelo | 4:46     |  |

| Disco tres: Echoes of Silence |                                                |                                                             |                        |          |  |
| N.º                           | Título                                         | Escritor(es)                                                | Productor(s)           | Duración |  |
| 1.                            | «D.D.»                                         | Michael Jackson                                             | Illangelo              | 4:35     |  |
| 2.                            | «Montreal»                                     | Tesfaye Montagnese Serge Gainsbourg                         | Illangelo              | 4:10     |  |
| 3.                            | «Outside»                                      | Tesfaye Montagnese Ahmad Balshe Madeline Follin Ryan Mattos | Illangelo              | 4:20     |  |
| 4.                            | «XO / The Host»                                | Tesfaye Montagnese                                          | Illangelo              | 7:23     |  |
| 5.                            | «Initiation»                                   | Tesfaye Montagnese Martin Wong Georgia Anne Muldrow         | DropXLife Illangelo    | 4:20     |  |
| 6.                            | «Same Old Song» (featuring Juicy J)            | Tesfaye Montagnese Jordan Houston                           | Illangelo              | 5:12     |  |
| 7.                            | «The Fall»                                     | Tesfaye Montagnese Michael Volpe                            | Clams Casino Illangelo | 5:45     |  |
| 8.                            | «Next»                                         | Tesfaye Montagnese                                          | Illangelo              | 6:00     |  |
| 9.                            | «Echoes of Silence»                            | Tesfaye Montagnese                                          | Illangelo              | 4:02     |  |
| 10.                           | «Till Dawn (Here Comes the Sun)» (bonus track) | Tesfaye McKinney Montagnese                                 | McKinney Illangelo     | 5:19     |  |

| iTunes Store bonus music video |                          |          |  |
| N.º                            | Título                   | Duración |  |
| 11.                            | «The Zone» (Subtitulado) | 5:16     |  |

## Listas
| Lista(2012)                     | Mejor posición |
| ------------------------------- | -------------- |
| Australian Albums Chart         | 93             |
| Belgian Albums Chart (Flanders) | 60             |
| Canadian Albums Chart           | 5              |
| Danish Albums Chart             | 22             |
| Dutch Albums Chart              | 48             |
| French Albums Chart             | 128            |
| German Albums Chart             | 90             |
| Swiss Albums Chart              | 58             |
| UK Albums Chart                 | 37             |
| US Billboard 200                | 4              |
| US Top R&B/Hip-Hop Albums       | 1              |

| Lista (2013)              | Posición |
| ------------------------- | -------- |
| US Billboard 200          | 65       |
| US Top R&B/Hip-Hop Albums | 17       |
| US Top R&B Albums         | 10       |

## Historial de lanzamiento
| Región         | Fecha                   | Discográfica                       | Formato             |
| -------------- | ----------------------- | ---------------------------------- | ------------------- |
| Australia      | 9 de noviembre de 2012  | Republic                           | CD                  |
| Alemania       | 9 de noviembre de 2012  | Republic                           | CD                  |
| Reino Unido    | 12 de noviembre de 2012 | Island Digital Distribution Turkey | CD descarga digital |
| Canadá         | 13 de noviembre de 2012 | Universal XO                       | CD descarga digital |
| Estados Unidos | 13 de noviembre de 2012 | Republic                           | CD descarga digital |